# Lausen
Lausen es una comuna suiza del cantón de Basilea-Campiña, situada en el distrito de Liestal. Limita al noroeste y norte con la ciudad de Liestal, al noreste con Hersberg, al este con Sissach e Itingen, al sur con Ramlinsburg, y al suroeste con Bubendorf.
Se encuentra en el medio del valle Ergolz y ha crecido junto con Liestal. Su población es de 4.576 (2004). La principal lengua es el alemán.

## Historia
La comuna fue mencionada por primera vez en 1275 por el nombre de Langenso. En 1305 esta se convirtió en propiedad del Obispo de Basilea, pasando en 1400 a la ciudad de Basilea.

## Personajes
El más famoso ciudadano de la comuna fue el matemático del siglo XIX Johann Jakob Balmer.
Steve Ballmer ha sido el ciudadano honorario de Lausen desde el 4 de octubre de 2007. Su padre, Hans Friedrich Balmer, fue un ciudadano de Lausen antes de emigrar hacia América y se puso el nombre de "Frederick Ballmer".